# Cidade Pássaro
Cidade Pássaro é um filme franco-brasileiro do gênero drama e suspense de 2020. Dirigido por Matias Mariani e protagonizado por O.C. Ukeje e Chukwudi Iwuji, o filme conta a história de irmãos nigerianos que se reencontram em São Paulo.
Foi selecionado para o Festival Internacional de Berlim em 2020, sendo exibido na mostra Panorama: (Un)common Grounds – World Premiere. Também foi selecionado para a 44º Mostra Internacional de Cinema de São Paulo, em 2020.

## Sinopse
O músico nigeriano Amadi (O.C. Ukeje) sai de seu país rumo a cidade de São Paulo para tentar se reencontrar com seu irmão Ikenna (Chukwudi Iwuji), que rompeu todos os laços com a família ao ir embora. Amadi, que sempre foi descontraído e despreocupado, busca seu irmão pois teme que o posto de irmão mais velho da família seja designado a ele, pois assim o mesmo teria de se tornar responsável e prover o sustento da família.

## Elenco
- O.C. Ukeje ... Amadi Igbomaeze
- Chukwudi Iwuji ... Ikenna Igbomaeze
- Indira Nascimento ... Emília Nascimento
- Paulo André ... Miro Kuzko
- Ike Barry ... Chefe Ogboh